# Aporomyces perpusillus
Aporomyces perpusillus är en svampart som först beskrevs av Speg., och fick sitt nu gällande namn av I.I. Tav. 1981. Aporomyces perpusillus ingår i släktet Aporomyces och familjen Laboulbeniaceae.   Inga underarter finns listade i Catalogue of Life.